# NGC 968
NGC 968 è una vasta galassia ellittica situata nella costellazione del Triangolo, a una distanza di circa 164 milioni di anni luce dalla nostra Via Lattea.

## Scoperta
La galassia è stata scoperta il 5 dicembre 1879 dall'astronomo francese Édouard Stephan.